# Ramón Bayeu
Ramón Bayeu y Subías (Zaragoza; 2 de diciembre de 1744-Aranjuez; 1 de marzo de 1793) fue un pintor y grabador español.

## Biografía
Miembro de una notable familia de pintores, entre los que destacaron sus hermanos Francisco, con quien trabajó, y Manuel. Ganó en la Real Academia de Bellas Artes de San Fernando el concurso de 1766, cuyo premio era una beca para viajar a Roma, La Emperatriz Marta de Constantinopla ante Alfonso X, el lienzo premiado aun se conserva en la Academia. El célebre Francisco de Goya fue uno de los participantes.
Desde 1773, pintó cartones para la Real Fábrica de Tapices, 35 en total, de los que son famosos El choricero, El juego de bolos, El majo de la guitarra y El muchacho de la esportilla, entre otros. Colaboró con su cuñado, Goya, en los encargos del Real Monasterio de San Joaquín y Santa Ana en Valladolid y de la Iglesia de Nuestra Señora de la Asunción de Valdemoro, Madrid. También en algunos frescos de El Pilar de Zaragoza.
Buena parte de sus cartones, su obra más significativa, se encuentran en el Museo del Prado. También realizó algunos grabados, por lo general copias de cuadros famosos como La liberación de san Pedro de Guercino conservada ahora en el Prado. También destacan seis cuadros suyos de gran formato, en la Iglesia de la Inmaculada Concepción de Trescasas, provincia de Segovia.

## Galería

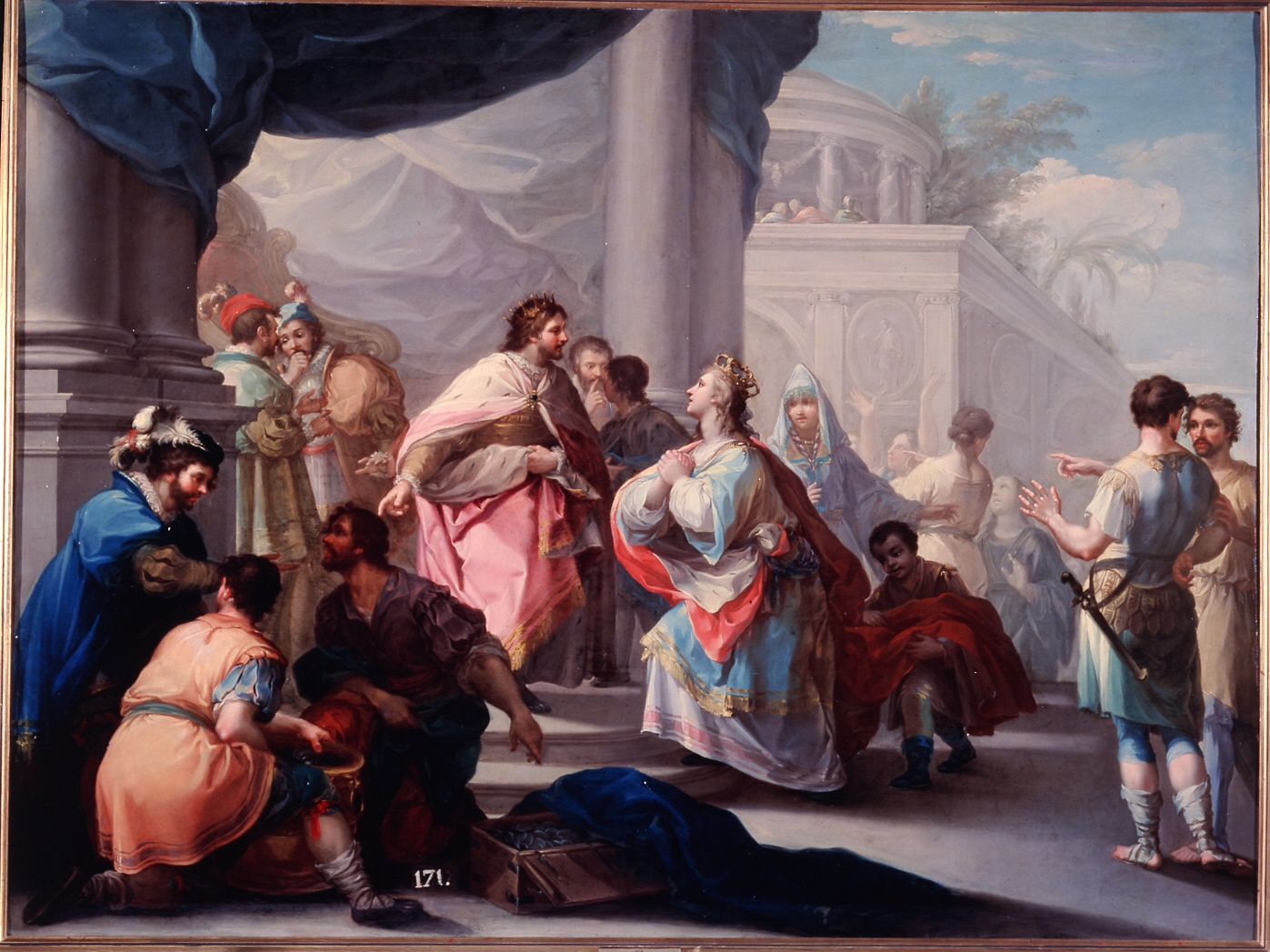
La Emperatriz Marta ante Alfonso X, 1766. Real Academia de Bellas Artes de San Fernando, Madrid.
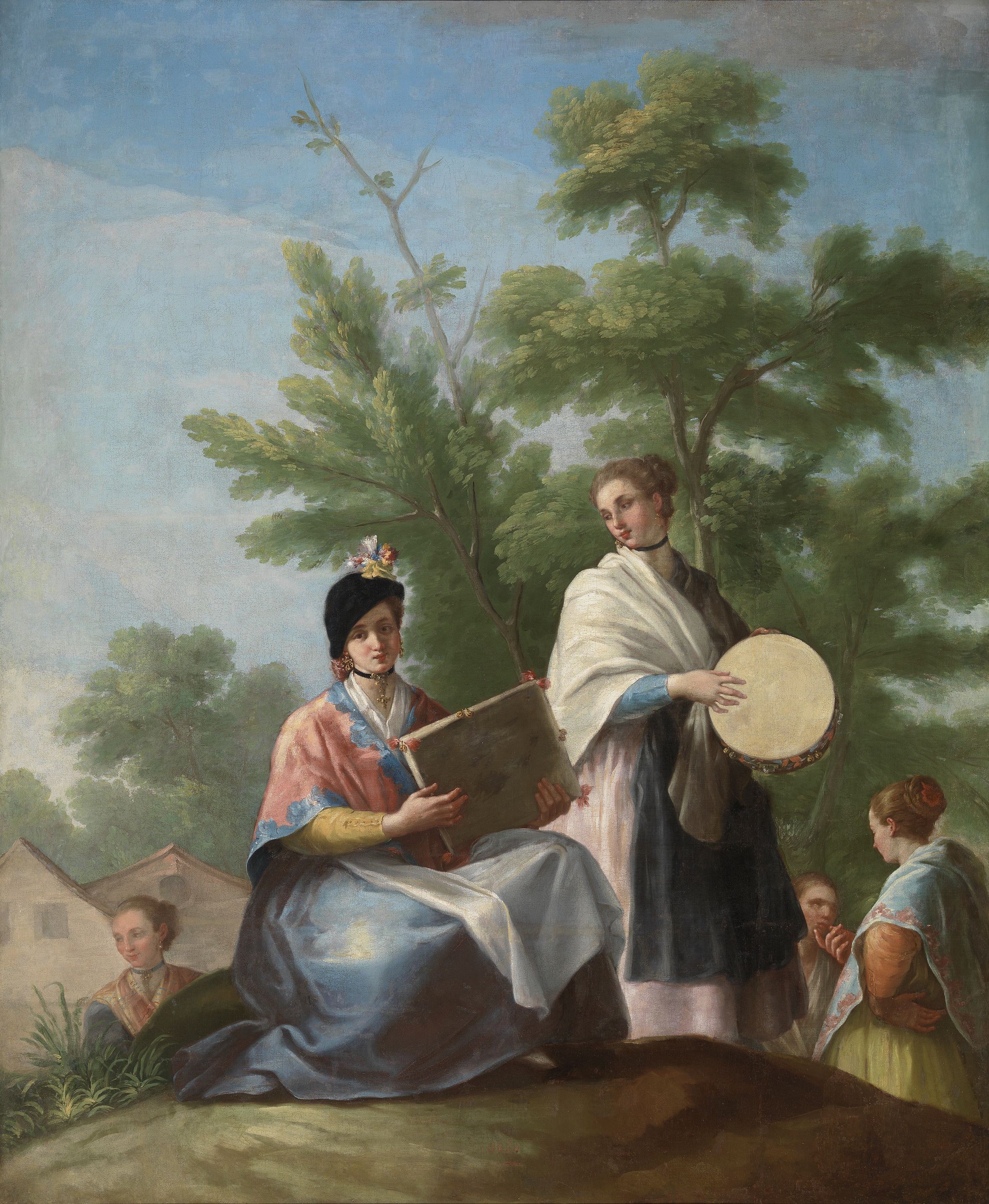
Mozas tocando el pandero, hacia 1777, Museo del Prado.
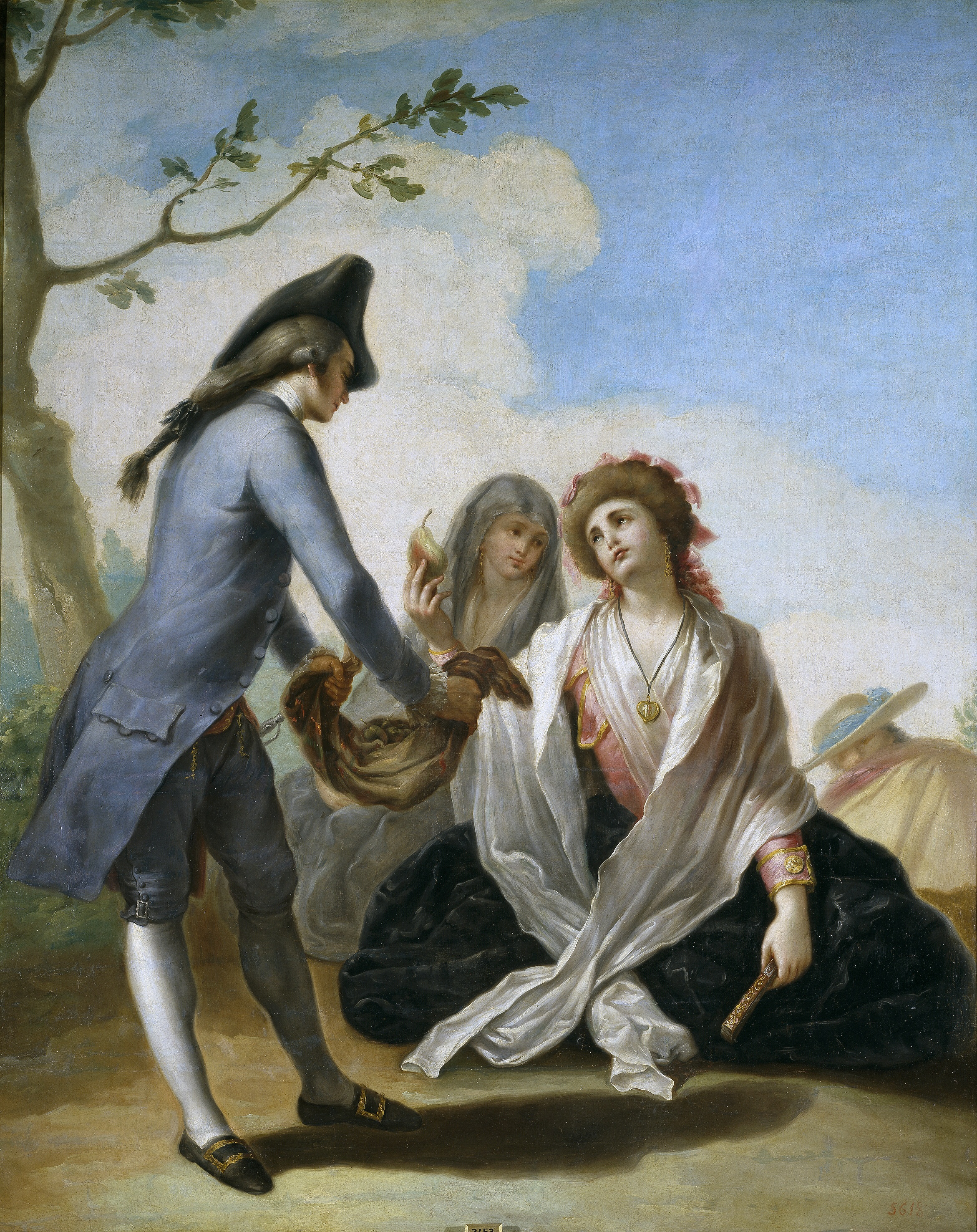
Obsequio Campestre, hacia 1778, Museo del Prado.
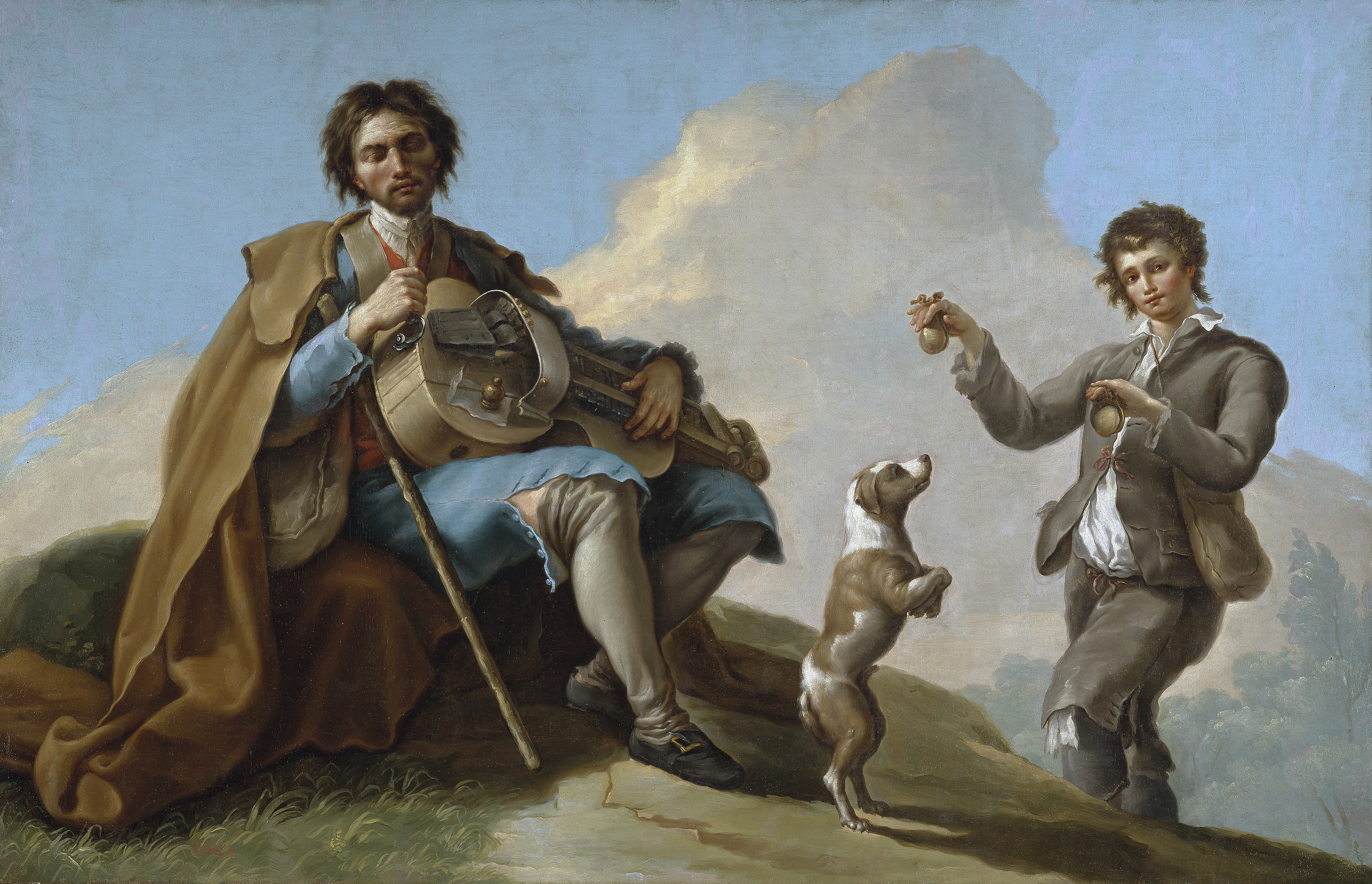
El ciego músico, hacia 1786, Museo del Prado.
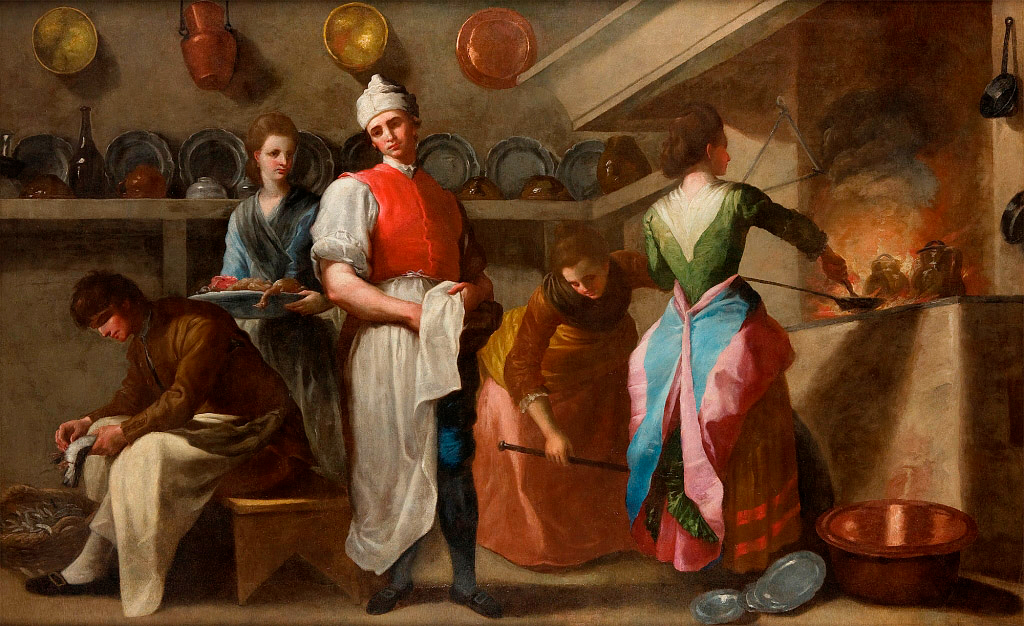
La cocina, hacia 1780, Palacio Real de la Granja de San Ildefonso.
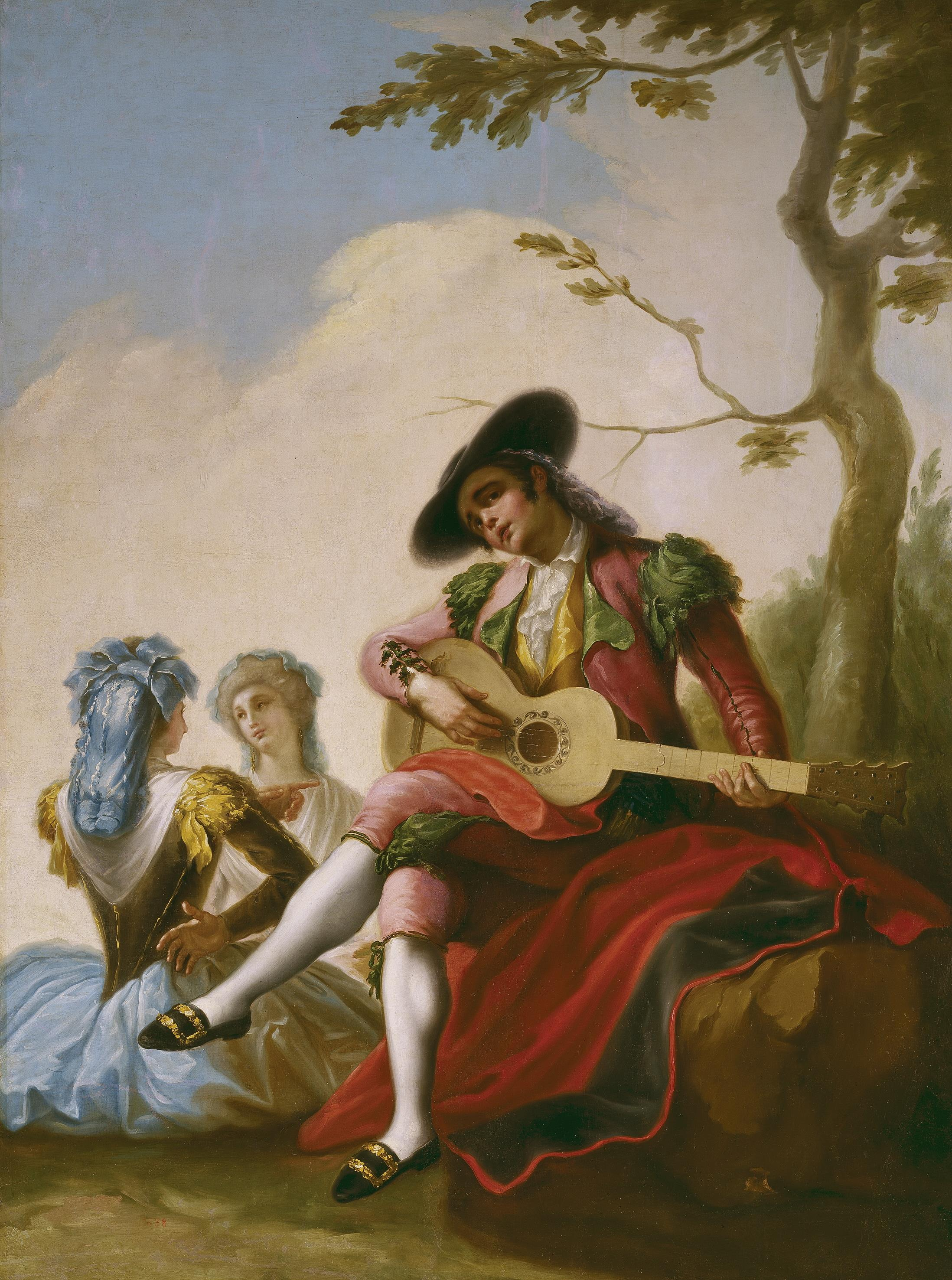
El Majo de la Guitarra, 1786, Museo del Prado.